# 大島美和
大島美和，是出身於東京都的女性動畫師和插畫師，目前隸屬於Studio Live，是大沼心的專用動畫師之一。

## 參與作品

### 電視動畫
- 龍珠Z（動畫）
- 娛樂金魚眼（動畫）
- 美少女戰士 (第一輯)（原畫）
- 龍珠GT（原畫）
- 名偵探柯南（副人物設計、作畫監督、作畫監督補、原畫、OP原畫）
- 浪客劍心 （原畫）
- 櫻花大戰（原畫）
- 光劍星傳EX（OPED原畫）
- Panyo Panyo DI GI CHARAT （原畫）
- 盜賊王JING（原畫、OP原畫）
- 炸彈小新娘（人物設計、總作畫監督）
- 圓盤皇女（作畫監督、原畫）
- 成惠的世界（Eyecatch）
- 妄想科學美少女（作畫監督）
- A15系列（人物設計、總作畫監督、原案）
  - 超變身巫女祈鬥士
  - 超變身角色扮演前傳
  - LOVE♥LOVE?
- Grenadier～微笑的閃士（作畫監督、原畫、OPED原畫）
- 神無月的巫女（原畫）
- 抓鬼天狗幫 （第二原畫）
- 蜂蜜與四葉草（原畫）
- 黏黏妖美少女（作畫監督）
- 落語天女（人物設計、總作畫監督、OP作畫監督、ED繪）
- 彩雲國物語（人物設計、總作畫監督）
- BLACK BLOOD BROTHERS（原畫）
- 假面男僕（ED原畫）
- 戀姬†無雙（主要人物設計、總作畫監督）
  - 真·戀姬†無雙（主要人物設計、總作畫監督）
  - 真·戀姬†無雙～少女大亂～（主要人物設計、總作畫監督）
- 超時空要塞Frontier（第二原畫）
- 伯爵與妖精（原畫）
- 笨蛋，測驗，召喚獸（人物設計、總作畫監督）
  - 笨蛋，測驗，召喚獸 tsu！（人物設計、總作畫監督）
- 我的妹妹哪有這麼可愛！（eyecatch手提包設計）
- 吸血貓 The Animation（原畫）
- C³ -魔幻三次方-（人物設計、總作畫監督）
- 黃昏少女×遺失記憶（原畫）
- 心連·情結（原畫）
- 見習元氣女神（作畫監督、原畫、OPED原畫）
  - 見習元氣女神◎（作畫監督、原畫、OPED原畫）
- GJ部（人物設計、OPED作畫監督、eyecatch）
- 花牌情緣2（作畫監督）
- 歌之王子殿下 MAJI LOVE2000% （作畫監督、OP原畫）
- Aiura（OP原畫）
- 革神語〜天啟劍神〜（OP原畫）
- HUNTER×HUNTER (2011)（作畫監督）
- 我不受歡迎，怎麼想都是你們的錯！（作畫監督）
- Little Busters!（原畫）
- 愚者信長（原畫）
- 獻給某飛行員的戀歌（OP原畫）
- 電波少女與錢仙大人（人物設計、總作畫監督）
- 緋彈的亞莉亞AA（人物設計）
- 天真與閃電 （原畫）
- Unhappy♪（人物設計[1]、總作畫監督、OPED作畫監督、作畫監督）
- 小桃小栗 Love Love物語（人物設計、總作畫監督、OP作畫監督）
- 斯黛拉的魔法（作畫監督）
- 信長的忍者 （作畫監督）
- 喵咪days（人物設計、作畫監督）
- 名偵探柯南 Episode"ONE" 變小的名偵探 （原畫）
- 正確的卡多 （第二原畫）
- 信長的忍者 ～伊勢·金崎篇～ （第二原畫）
- 武裝少女Machiavellianism（總作畫監督）
- 異世界食堂 （OP原畫）
- 動作女英雄 CheerFruit （OP原畫）
- 狂賭之淵（作畫監督）
- 飆速宅男 GLORY LINE （OP原畫）
- 信長的忍者 ～姊川·石山篇～ （第二原畫）
- 和風喫茶鹿楓堂 （ED原畫）
- 如果有妹妹就好了。（作畫監督）
- 搖曳露營△（作畫監督）
- 暮光幻影（設計協力）
- 佐賀偶像是傳奇（作畫監督）
- 明治東京戀伽（作畫監督）
- 賢惠幼妻仙狐小姐（人物設計、總作畫監督）
- 滿腦都是○○的我沒辦法談戀愛（人物設計、總作畫監督）
- 轉生成女性向遊戲只有毀滅END的壞人大小姐（人物設計、總作畫監督）
- 為丑女獻上花束（总作画监督）

### OVA
- （動畫）
- 地球守護靈（動畫）
- 超時空世紀（動畫）
- 魔法公主明琪桃子：旅者之駅（動畫）
- Cosplay COMPLEX（原畫）
- DI GI CHARAT 劇場 交給雛子吧！（ED原畫）
- 圓盤皇女：星靈節的新娘（OP原畫）
- STRATOS 4 Advance （原畫）
- 灼眼的夏娜S（作畫監督）
- 笨蛋、測驗、召喚獸 〜祭典〜（人物設計、總作畫監督）

### 剧場動畫
- 美少女戰士Sailor moon S劇場版（原畫）
- 劇場版「百變小櫻Magic咭」被封印的咭片（原畫）
- 名偵探柯南電影系列（原畫、作畫監督）
  - 名偵探柯南：第十四號獵物
  - 名偵探柯南：瞳孔中的暗殺者
  - 名偵探柯南：往天國的倒數計時
  - 名偵探柯南：迷宮的十字路
  - 名偵探柯南：水平線上的陰謀
  - 名偵探柯南：絕海的偵探
  - 名偵探柯南：業火的向日葵
  - 名偵探柯南：唐紅的戀歌
- Di Gi Charat 星之旅（原畫）
- 好想大聲說出心底的話。（原畫）

### 網上動畫
- 戀研！～我們變成動畫了！～（Special Thanks、OP原畫）
- 小桃小栗 Love Love物語（人物設計、總作畫監督）

### 其他
- 是魔法使的話就吃味噌！（日语：魔法使いなら味噌を喰え!） （人物設計、總作畫監督）
- 我的妹妹是「大阪大媽」 （Blu-ray封面）
- 戰國†戀姬～少女絢爛的戰國繪卷～ （OP動畫人物設計）
- 名偵探柯南：三人的名推理 （原畫）

## 著作
| 日期      | 中文標題              | 日文標題 | 出版社                 | ISBN |
| --------- | --------------------- | -------- | ---------------------- | ---- |
| 2009年6月 | 大島美和作品集 Colors |          | ISBN 978-4-8443-6051-3 | MdN  |

## 外部連結
- .   [2016-04-29]. （原始内容存档于2016-09-24）.作畫@wiki （日語）
- 大島美和 （页面存档备份，存于） －「動畫製作人員資料庫」搜尋結果 （日語）